# 阿連撒羅
阿连撒罗（?—?），龟兹回鹘大首领。
此时龟兹虽然隶属于高昌回鹘，但也常向宋朝单独进贡，故被宋人认为是一个单独的政权。
北宋绍圣三年（1096年），龟兹回鹘可汗使大首领阿连撒罗等三人带着表章及玉佛到洮西。熙河经略使以他们很少通使，请宋哲宗令他们在熙州、秦州博买，而估所赍物价答赐遣还，宋哲宗接受了。